# Věžky (Olomouc)
Věžky (in tedesco Weschek) è un comune della Repubblica Ceca facente parte del distretto di Přerov, nella regione di Olomouc.